# Локалита Инфернето (Витербо)
Локалита Инфернето је насеље у Италији у округу Витербо, региону Лацио.
Према процени из 2011. у насељу је живело 34 становника. Насеље се налази на надморској висини од 6 м.